# Biblia pierdută
Biblia pierdută este un bestseller scris de Igor Bergler. Este cel mai vândut roman românesc din ultimii 20 de ani
De asemenea, este singura carte scrisă în limba română vândută în 30 de țări, la cele mai importante edituri din fiecare dintre acestea. Conform propriilor declarații, este cel mai încântat de apariția Bibliei pierdute la editura înființată de Umberto Eco, intelectualul său preferat, LA NAVE DI TESEO.

Volumul “Biblia pierdută”, de Igor Bergler, s-a vândut în peste 82.000 de exemplare, la un an de la lansare, devenind astfel cea mai vândută carte de ficțiune a unui autor român din ultimii 20 de ani..
Biblia pierdută a luat cel mai important premiu la evenimentul editorial numărul unu al României, Târgul de carte Gaudeamus, fiind desemnată de 125.000 de cititori "Cea mai râvnită și vândută carte a târgului”, la două ediții consecutive - 2015 și 2016, ex aequo, alaturi de seria Harry Potter.
Până în prima parte a anului 2018 Biblia Pierdută a fost vândută în peste 130 000 de exemplare.
„Trebuie să nu uităm nici o clipă că în România, arareori o carte a unui autor autohton trece de 5.000 de exemplare. Iar dacă o face, devine bestseller. E foarte greu să facem comparații cu vânzările de dinainte de ‘89, pentru că atunci cărțile se tipăreau în tiraje uriașe și vânzările erau oarecum controlate. În orice caz, nu putem vorbi despre condiții de piață liberă. Iar în ceea ce privește vânzările din primii câțiva ani de la Revoluție, nu avem cifre controlabile pe care să ne putem baza. De aceea spune că avem de-a face cu cea mai vândută carte românească din ultimii 20 de ani, dar cu rezervele specificate, am putea spune că este una dintre cele mai vândute cărți românești din istorie. În orice caz, atât de multe exemplare, atât de repede, sunt rare și pentru autori celebri de bestselleruri internaționale.", declară Ovidiu Enculescu, director general al editurii RAO.</ref>

Biblia pierdută este cartea care a doborât toate recordurile în România. În numai opt luni a depășit 75.000 de exemplare vândute și a fost prima carte din istoria României care a depășit 10.000 de exemplare precomandate. De asemenea, primul weekend în librării a consemnat vânzări de 3.200 de exemplare. A fost cartea Târgului Gaudeamus, votată de cei 125.000 de vizitatori drept „cea mai râvnită” și a atins 1.600 de exemplare vândute în patru zile la același târg. A fost preluată de una dintre cele mai mari agenții literare din lume, Trident Media Group sau TMG, și a figurat pe „hot listul” acesteia la cel mai important târg de vânzare a drepturilor de autor de pe mapamond, London Book Fest.
A fost descris drept „cel mai bun thriller publicat până acum de un autor român” de către Mihai Iovănel, unul dintre cei mai importanți critici literari din tânăra generație. . În opinia criticilor, cartea îmbină desăvârșit momentele de umor fin, episoade de suspans autentic, mesaje ascunse și coduri secrete minuțios construite. .
Romanul face parte din Colecția Charles Baker. În pregătire sunt următoarele două cărți ale acestei serii: "Minciuna lui Michelangelo" și "Cocoașa pierdută a lui Richard al III-lea”.
Jean Harris, traducătoarea în limba engleză a cărții, a făcut următoarea apreciere asupra romanului:
„Dacă la Umberto Eco vorbim despre romanul polițist, în Biblia pierdută, nivelul cel mai de jos al desfășurării acțiunii este mai degrabă de tipul thrillerului de acțiune cu accente de horror, uneori cu inflexiuni de roman gotic. Și, peste toate acestea, e și un roman despre conspirații, compus parcă din elementele unui puzzle cu piese infinitezimale, pe al cărui sens nu reușești nici măcar să îl intuiești înainte de final...
... Pe acest pretext de roman cu mare priză la public a așezat autorul această construcție complexă care trădează o ambiție mult mai mare, care țintește romanul total...
... Dar calitatea sa cea mai importantă pentru marele public e caracterul vizual debordant al cărții. Deși plină de informații, burdușită de referințe și de jocuri la mai multe nivele, Biblia pierdută nu se citește, ci se vede, exact ca un film, ca un film foarte bun.”